# Lista de capítulos de Soul Eater

A capa do primeiro volume do mangá Soul Eater lançado pela Gangan Comics em 22 de junho de 2004 no Japão.

O mangá Soul Eater escrito e ilustrado por Atsushi Okubo, teve os seus capítulos publicados na revista Monthly Shōnen Gangan e compilados e publicados em volumes tankōbon pela editora Square Enix. O mangá teve três one-shots publicados entre junho e novembro de 2003 que mais tarde foram compilados no primeiro volume, posteriormente, o primeiro capítulo foi publicado em maio de 2004, e o último em agosto de 2013, contando com 113 capítulos e 25 volumes tankōbon. Nesta página, os capítulos estão listados por volume, com seus respectivos títulos originais (títulos originais na coluna secundária, os volumes de Soul Eater não são titulados).
No Brasil, o mangá foi licenciado e publicado pela editora JBC entre julho de 2012 e agosto de 2014.

## Volumes
| - Soul Eater - Black ☆ Star - Death the Kid - 1. Lição Extra (Início) | - Soul Eater (Sōru Ītā) - Burakku Sutā (ブラック☆スター) - Desu za Kiddo (デス･ザ･キッド) - 1. Hoshū Jugyō (Zenpen) (補習授業（前編）) |

| - 2. Lição Extra (Fim) - 3. "O Novo Estudante" e "Observação da Alma" - 4. Espada Demoníaca (Início) - 5. Espada Demoníaca (Fim) | - 2. Hoshū Jugyō (Kōhen) (補習授業（後編）) - 3. "Shinnyūsei" to "Tamashii Kansatsu" ("新入生"と"魂観察") - 4. Maken (Zenpen) (魔剣（前編）) - 5. Maken (Kōhen) (魔剣（後編）) |

| - 6. Espada Sagrada - 7. Espada Misteriosa (Início) - 8. Espada Misteriosa (Fim) - 9. Alma Perseverante | - 6. Seiken (聖剣) - 7. Yōtō (Zenpen) (妖刀（前編）) - 8. Yōtō (Kōhen) (妖刀（後編）) - 9. Ganbareru Tamashii (がんばれる魂) |

| - 10. Experimento (Início) - 11. Experimento (Fim) - 12. Exame Escrito Final - 13. Dragão Negro (Início) - 14. Dragão Negro (Fim) | - 10. Jikken (Zenpen) (実験（前編）) - 11. Jikken (Kōhen) (実験（後編）) - 12. Chō-Hikkishiken (超筆記試験) - 13. Kokuryū (Zenpen) (黒龍（前編）) - 14. Kokuryū (Kōhen) (黒龍（後編）) |

| - 15. Véspera da Celebração de Aniversário da Fundação - 16. Combate Mortal na Celebração de Aniversário (Parte 1) - 17. Combate Mortal na Celebração de Aniversário (Parte 2) - 18. Combate Mortal na Celebração de Aniversário (Parte 3) | - 15. Sōritsu Kinen Zen'yasai (創立記念前夜祭) - 16. Zen'yasai no Shitō (Sono 1) (前夜祭の死闘（その1）) - 17. Zen'yasai no Shitō (Sono 2) (前夜祭の死闘（その2）) - 18. Zen'yasai no Shitō (Sono 3) (前夜祭の死闘（その3）) |

| - 19. Combate Mortal na Celebração de Aniversário (Parte 4) - 20. Combate Mortal na Celebração de Aniversário (Parte 5) - 21. Combate Mortal na Celebração de Aniversário (Parte 6) - 22. Combate Mortal na Celebração de Aniversário (Parte 7) | - 19. Zen'yasai no Shitō (Sono 4) (前夜祭の死闘（その4）) - 20. Zen'yasai no Shitō (Sono 5) (前夜祭の死闘（その5）) - 21. Zen'yasai no Shitō (Sono 6) (前夜祭の死闘（その6）) - 22. Zen'yasai no Shitō (Sono 7) (前夜祭の死闘（その7）) |

| - 23. Dia Comum - 24. Estudante em Teste (Início) - 25. Estudante em Teste (Meio) - 26. Estudante em Teste (Fim) - 27. Guarda-costas (Início) | - 23. Nichijō (日常) - 24. Taiken Nyūkaku (Zenpen) (体験入閣（前編）) - 25. Taiken Nyūkaku (Chūhen) (体験入閣（中篇）) - 26. Taiken Nyūkaku (Kōhen) (体験入閣（後編）) - 27. Yōjinbō (Zenpen) (用心棒（前編）) |

| - 28. Guarda-costas (Fim) - 29. Cobra - 30. Expresso da Reunião (Início) - 31. Expresso da Reunião (Fim) | - 28. Yōjinbō (Kōhen) (用心棒（後編）) - 29. Hebi (蛇) - 30. Saikai Tokkyū (Zenpen) (再会特急（前編）) - 31. Saikai Tokkyū (Kōhen) (再会特急（後編）) |

| - 32. O Canto do Quarto - Especial. A Lenda da Espada Sagrada - 33. A Classe da Rivaldiade - 34. Tempestade de "Fermento" (Parte 1) - 35. Tempestade de "Fermento" (Parte 2) | - 32. Heya no Sumi (部屋の隅) - Omake. Seiken Densetsu (聖剣伝説) - 33. Taikō Jūgyō (対抗授業) - 34. "Brew" Haran (Sono 1) ("BREW"波乱（その1）) - 35. "Brew" Haran (Sono 2) ("BREW"波乱（その2）) |

| - 36. Tempestade de "Fermento" (Parte 3) - 37. Tempestade de "Fermento" (Parte 4) - 38. Investigação Interna (Início) - 39. Investigação Interna (Fim) | - 36. "Brew" Haran (Sono 3) ("BREW"波乱（その3）) - 37. "Brew" Haran (Sono 4) ("BREW"波乱（その4）) - 38. Naibu Chōsa (Zenpen) (内部調査（前編）) - 39. Naibu Chōsa (Kōhen) (内部調査（後編）) |

| - 40. Decisão - 41. O Palhaço (Início) - 42. O Palhaço (Meio) - 43. O Palhaço (Fim) - 44. Seleção | - 40. Ketsui (決意) - 41. Dōkeshi (Zenpen) (道化師（前編）) - 42. Dōkeshi (Chūhen) (道化師（中篇）) - 43. Dōkeshi (Kōhen) (道化師（後編）) - 44. Sentaku (選択) |

| - 45. Acordo - 46. Operação para Invadir o Castelo de Baba Yaga (Parte 1) - 47. Operação para Invadir o Castelo de Baba Yaga (Parte 2) - 48. Operação para Invadir o Castelo de Baba Yaga (Parte 3) | - 45. Torihiki (取り引き) - 46. Baba Yagā no Shiro Kōryaku Sakusen (Sono 1) (ババ･ヤガーの城攻略作戦（その1）) - 47. Baba Yagā no Shiro Kōryaku Sakusen (Sono 2) (ババ･ヤガーの城攻略作戦（その2）) - 48. Baba Yagā no Shiro Kōryaku Sakusen (Sono 3) (ババ･ヤガーの城攻略作戦（その3）) |

| - 49. Operação para Invadir o Castelo de Baba Yaga (Parte 4) - 50. Operação para Invadir o Castelo de Baba Yaga (Parte 5) - 51. Operação para Invadir o Castelo de Baba Yaga (Parte 6) - 52. Operação para Invadir o Castelo de Baba Yaga (Parte 7) | - 49. Baba Yagā no Shiro Kōryaku Sakusen (Sono 4) (ババ･ヤガーの城攻略作戦（その4）) - 50. Baba Yagā no Shiro Kōryaku Sakusen (Sono 5) (ババ･ヤガーの城攻略作戦（その5）) - 51. Baba Yagā no Shiro Kōryaku Sakusen (Sono 6) (ババ･ヤガーの城攻略作戦（その6）) - 52. Baba Yagā no Shiro Kōryaku Sakusen (Sono 7) (ババ･ヤガーの城攻略作戦（その7）) |

| - 53. Operação para Invadir o Castelo de Baba Yaga (Parte 8) - 54. Operação para Invadir o Castelo de Baba Yaga (Parte 9) - 55. Operação para Invadir o Castelo de Baba Yaga (Parte 10) - 56. Operação para Invadir o Castelo de Baba Yaga (Parte 11) - 57. Operação para Invadir o Castelo de Baba Yaga (Parte 12) | - 53. Baba Yagā no Shiro Kōryaku Sakusen (Sono 8) (ババ･ヤガーの城攻略作戦（その8）) - 54. Baba Yagā no Shiro Kōryaku Sakusen (Sono 9) (ババ･ヤガーの城攻略作戦（その9）) - 55. Baba Yagā no Shiro Kōryaku Sakusen (Sono 10) (ババ･ヤガーの城攻略作戦（その10）) - 56. Baba Yagā no Shiro Kōryaku Sakusen (Sono 11) (ババ･ヤガーの城攻略作戦（その11）) - 57. Baba Yagā no Shiro Kōryaku Sakusen (Sono 12) (ババ･ヤガーの城攻略作戦（その12）) |

| - 58. Operação para Invadir o Castelo de Baba Yaga (Parte 13) - 59. Operação para Invadir o Castelo de Baba Yaga (Parte 14) - 60. Operação para Invadir o Castelo de Baba Yaga (Parte 15) - 61. Ajeitando as Coisas, e Novos Começos. - 62. Formação | - 58. Baba Yagā no Shiro Kōryaku Sakusen (Sono 13) (ババ･ヤガーの城攻略作戦（その13）) - 59. Baba Yagā no Shiro Kōryaku Sakusen (Sono 14) (ババ･ヤガーの城攻略作戦（その14）) - 60. Baba Yagā no Shiro Kōryaku Sakusen (Sono 15) (ババ･ヤガーの城攻略作戦（その15）) - 61. Toriaezu Matome, to Hajimari. (とりあえずまとめ、と始まり｡) - 62. Shidō (始動) |

| - 63. Vou Ser um Anjo - 64. Prontidão - 65. Asas Negras VS Asas Brancas - 66. A Pesquisa da Bruxa (Início) - 67. A Pesquisa da Bruxa (Fim) | - 63. Tenshi ni Narumon (天使になるもん) - 64. Kokorogamae (心構え) - 65. Kurohane VS Shirohane (黒羽VS白羽) - 66. (魔女の研究（前編） (Majo no Kenkyū (Zenpen)) - 67. Majo no Kenkyū (Kōhen) (魔女の研究（後編）) |

| - 68. Abismo, Imundice, Escuridão - 69. Triângulo Amoroso - 70. Viagem de Negócios - 71. O Antigo Governante - 72. Salvamento (Parte 1) | - 68. Naraku, Fujō, Ankoku (捺落、不浄、暗黒) - 69. Sankaku Kankei (三角関係) - 70. Shutchō (出張) - 71. Kyū Shihaisha (旧支配者) - 72. ~Sarubēji~ (Sono 1) (Salvage～サルベージ～（その1）) |

| - 73. Salvamento (Parte 2) - 74. Salvamento (Parte 3) - 75. Salvamento (Parte 4) - 76. Salvamento (Parte 5) | - 73. ~Sarubēji~ (Sono 2) (Salvage～サルベージ～（その2）) - 74. ~Sarubēji~ (Sono 3) (Salvage～サルベージ～（その3）) - 75. ~Sarubēji~ (Sono 4) (Salvage～サルベージ～（その4）) - 76. ~Sarubēji~ (Sono 5) (Salvage～サルベージ～（その5）) |

| - 77. Salvamento (Parte 6) - 78. Salvamento (Parte 7) - 79. Salvamento (Parte 8) - 80. Salvamento (Parte 9) - 81. Salvamento (Parte 10) | - 77. ~Sarubēji~ (Sono 6) (Salvage～サルベージ～（その6）) - 78. ~Sarubēji~ (Sono 7) (Salvage～サルベージ～（その7）) - 79. ~Sarubēji~ (Sono 8) (Salvage～サルベージ～（その8）) - 80. ~Sarubēji~ (Sono 9) (Salvage～サルベージ～（その9）) - 81. ~Sarubēji~ (Sono 10) (Salvage～サルベージ～（その10）) |

| - 82. Paradeiro - 83. Sangue Insano - 84. Recuperação - 85. Perseguição - 85. Fogo do Inferno - 87. Apenas uma Simples História Sobre Matar Pessoas | - 82. Yukue (行方) - 83. Kyōketsu (狂血) - 84. RECOVERY - 85. Tsuiseki (追跡) - 85. Gōka (業火) - 87. Tada Hito o Korosu Tanjun na Monogatari (ただ人を殺す単純な物語) |

| - 88. Caça - 89. Há Alguém para Admirar - 90. Lua - 91. A Batalha na Lua (Parte 1) - 92. A Batalha na Lua (Parte 2) | - 88. Ryō (猟) - 89. Miagereba Yatsu ga Iru (見上げれば奴がいる) - 90. Tsuki (月) - 91. Getsumen Sensō (Sono 1) (月面戦争（その1）) - 92. Getsumen Sensō (Sono 2) (月面戦争（その2）) |

| - 93. A Batalha na Lua (Parte 3) - 94. A Batalha na Lua (Parte 4) - 95. A Batalha na Lua (Parte 5) - 96. A Batalha na Lua (Parte 6) - 97. A Batalha na Lua (Parte 7) | - 93. Getsumen Sensō (Sono 3) (月面戦争（その3）) - 94. Getsumen Sensō (Sono 4) (月面戦争（その4）) - 95. Getsumen Sensō (Sono 5) (月面戦争（その5）) - 96. Getsumen Sensō (Sono 6) (月面戦争（その6）) - 97. Getsumen Sensō (Sono 7) (月面戦争（その7）) |

| - 98. O Julgamento da Bruxa - 99. Roger! - 100. Para a Lua - 101. 2ª Batalha na Lua (Parte 1) - 102. 2ª Batalha na Lua (Parte 2) | - 98. Majo Saiban (魔女裁判) - 99. Yōsorō! (ヨーソロー!) - 100. Tsuki e (月へ) - 101. Dai 2-ji Getsumen Sensō (Sono 1) (第2次月面戦争（その1）) - 102. Dai 2-ji Getsumen Sensō (Sono 2) (第2次月面戦争（その2）) |

| - 103. 2ª Batalha na Lua (Parte 3) - 104. O Lado Negro da Lua I - 105. O Lado Negro da Lua II - 106. O Lado Negro da Lua III - 107. O Lado Negro da Lua IV | - 103. Dai 2-ji Getsumen Sensō (Sono 3) (第2次月面戦争（その3）) - 104. The Dark Side of the Moon I - 105. The Dark Side of the Moon II - 106. The Dark Side of the Moon III - 107. The Dark Side of the Moon IV |

| - 108. O Lado Negro da Lua V - 109. O Lado Negro da Lua VI - 110. O Lado Negro da Lua VII - 111. O Lado Negro da Lua VIII - 112. O Lado Negro da Lua IX - 113. Uma Alma Sã Reside em um Espírito São e um Corpo São | - 108. The Dark Side of the Moon V - 109. The Dark Side of the Moon VI - 110. The Dark Side of the Moon VII - 111. The Dark Side of the Moon VIII - 112. The Dark Side of the Moon IX - 113. Kenzen'naru Tamashī wa, Kenzen'naru Seishin to, Kenzen'naru Nikutai ni Yadoru. (健全な精神と健全な心は健康な体の中に住む。) |